# Омбес-де-Лавалье
Омбес-де-Лавалье[уточнить] (исп. Ombúes de Lavalle) — город в юго-западной части Уругвая, в северной части департамента Колония.

## География
Расположен в 44 км к западу от города Кардона и в 69 км к востоку от города Нуэва-Пальмира, на границе с департаментом Сорьяно. Через Омбес-де-Лавалье проходит автомобильная дорога № 55, которая в 3 км к югу от города пересекается с дорогой № 12. Абсолютная высота — 119 метров над уровнем моря.

## История
Омбес-де-Лавалье был основан в августе 1890 года и был назван в честь аргентинского генерала Хуана Лавалье. 17 ноября 1964 года получил статус малого города (Villa), а 17 мая 1984 года — статус города (Ciudad).

## Население
По данным на 2011 год население города составляет 3390 человек.
| Год  | Население |
| ---- | --------- |
| 1908 | 1775      |
| 1963 | 2171      |
| 1975 | 2787      |
| 1985 | 3024      |
| 1996 | 3189      |
| 2004 | 3451      |
| 2011 | 3390      |

Источник: Instituto Nacional de Estadística de Uruguay